# Pagolle
Pagolle – miejscowość i gmina we Francji, w regionie Nowa Akwitania, w departamencie Pireneje Atlantyckie.
Według danych na rok 1990 gminę zamieszkiwało 267 osób, a gęstość zaludnienia wynosiła 17 osób/km² (wśród 2290 gmin Akwitanii Pagolle plasuje się na 912. miejscu pod względem liczby ludności, natomiast pod względem powierzchni na miejscu 721.).